# Luke Rhinehart

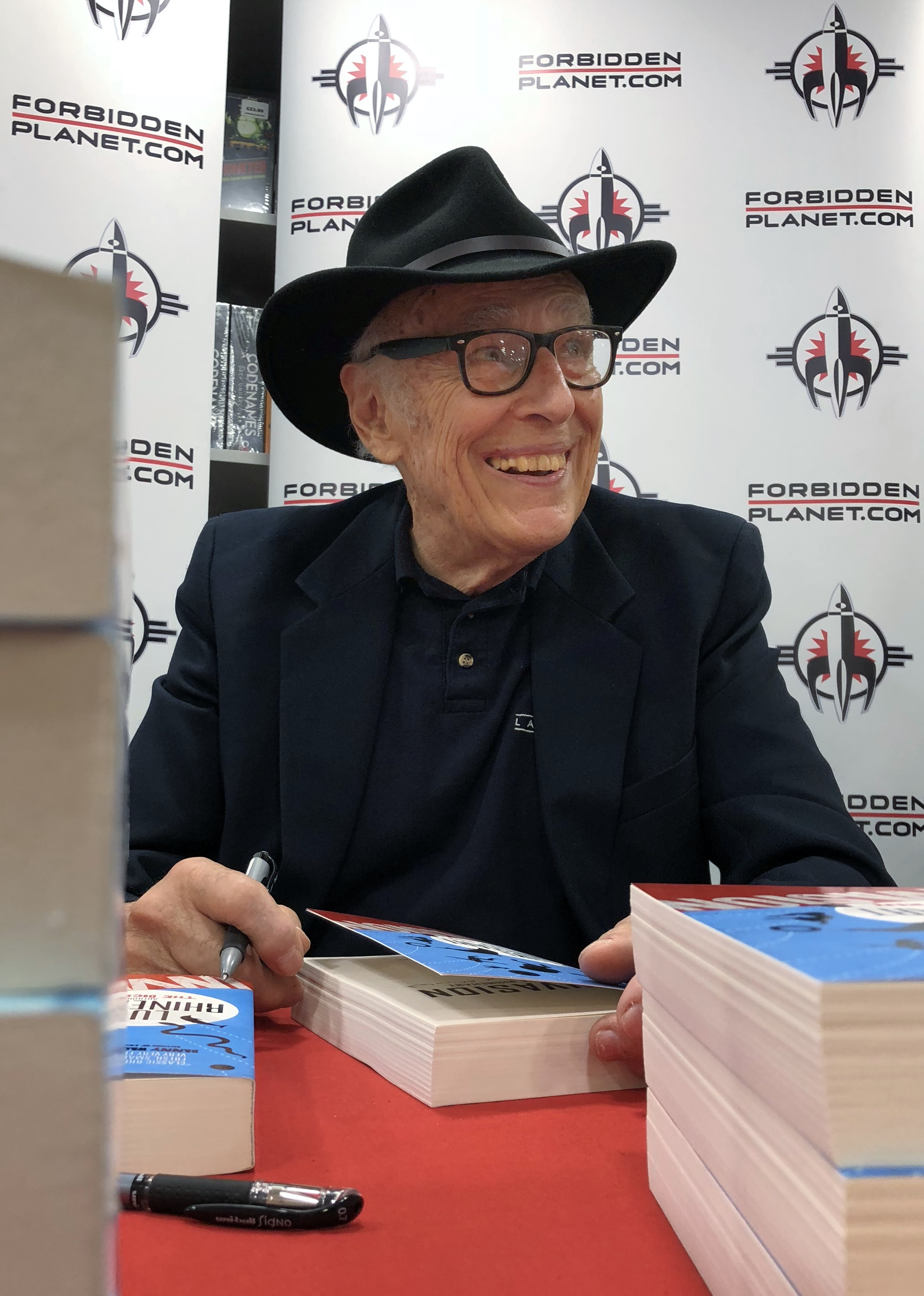
Luke Rhinehart (2018)

Luke Rhinehart (geboren als George Cockcroft am 15. November 1932; gestorben am 6. November 2020) war das Pseudonym des US-amerikanischen Autors George Cockcroft. Cockroft nutzte den Namen auch für einen Charakter in einigen seiner Bücher.

## Leben
George Cockcroft war ein Sohn des Ingenieurs Donald Griswald Cockcroft und der Elizabeth Lillian Powers, er hatte zwei Geschwister, sein Bruder James (1935–2019) war politischer Aktivist und Schriftsteller. Er erwarb einen Bachelor an der Cornell University sowie einen Master of Arts und einen Ph.D. in Psychologie an der Columbia University. Er war seit 1956 verheiratet und hatte drei Kinder.
Vor der Veröffentlichung seines ersten Buchs hat er seinen Lebensunterhalt als Englischlehrer verdient.
Cockcroft hat in Interviews und Büchern immer wieder widersprüchliche Angaben zu seiner Person gemacht, sodass kaum ein Detail seiner Biographie als bestätigt gelten kann. Er starb im November 2020, wenige Tage vor seinem 88. Geburtstag.

## Werke
- The Dice Man. (1971) dt. Der Würfler. Ullstein Verlag, ISBN 3-8118-2816-9.
- Matari. (Neuauflage als White Wind, Black Rider) (1975), ISBN 0-246-10811-8.
- The Book of Est. (1976) Das Buch Est. Hugendubel, ISBN 3-88034-206-7.
- Long Voyage Back. (1983) Naval Institute Press, ISBN 1-55750-130-0
- Adventures of Wim. (1986) Grafton Books, ISBN 0-246-12769-4
- The Search for the Dice Man. (1993) Der Sohn des Würflers. Ullstein, ISBN 3-550-06744-5
- The Book of the Die. (2000) Overlook Hardcover, ISBN 1-58567-237-8.
- WHI Wind, Black Rider. (2002) AuthorHouse ISBN 1-4033-4795-6.
- Naked before the World: A Lovely Pornographic Love Story. (2008) AuthorHouse, ISBN 978-1-4343-4181-5.
- Jesus Invades George: An Alternative History. (2008) AuthorHouse, ISBN 978-1-4343-8278-8.